# Política religiosa de Constancio II

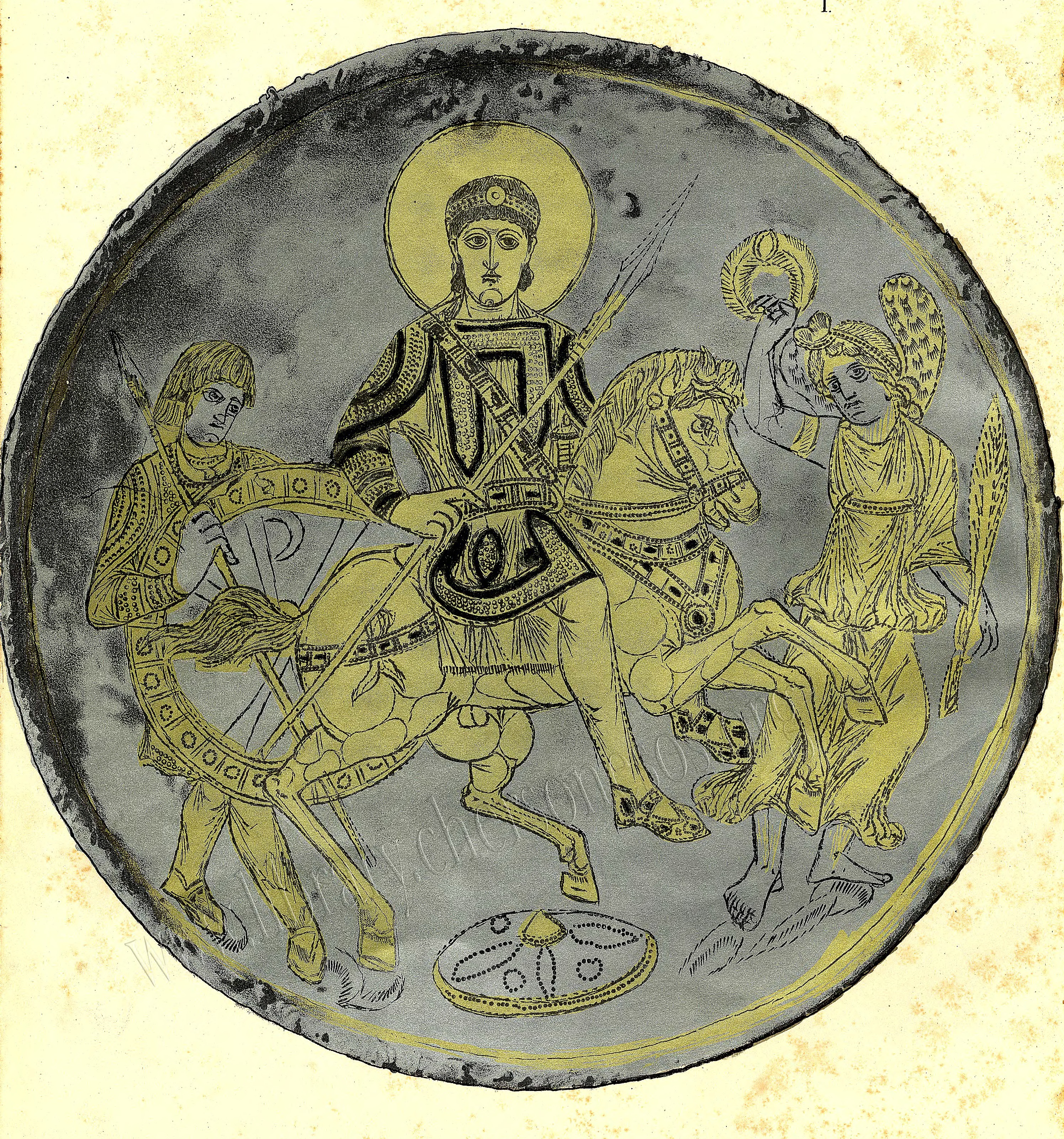
Plato ceremonial encontrado en las tumbas excavadas en Kerch en Crimea, el reino del Bósforo, aliado de Roma en el. El emperador Constancio II aparece a caballo vestido de soldado y sosteniendo una lanza. Lleva la diadema imperial y su cabeza aparece rodeada por un nimbo. Detrás de él, un soldado de infantería se protege con un escudo adornado con un crismón. Al otro lado una Victoria sostiene una palma.

La política religiosa de Constancio II consistió en promover el cristianismo en su versión arriana en el Imperio romano, primero en su parte oriental (337-350) y tras convertirse en emperador único en 350 también en la parte occidental, para lo cual Constancio II impuso drásticas restricciones al cristianismo niceno y al paganismo. El autor estadounidense J. Kirsch  ha considerado que se produjo una «persecución» de los seguidores del culto tradicional romano, pero otros historiadores no valoran así la política antipagana de Constancio, entre otras razones porque este nunca renunció a su función de Pontifex Maximus, por lo que nombró sacerdotes para el culto «pagano», y, desde luego, nunca decretó su prohibición como sí haría veinte años después el emperador Teodosio el Grande.
Además se suele reconocer que en general los severos edictos antipaganos de Constancio no fueron aplicados o lo fueron sólo parcialmente debido sobre todo a que había gobernadores provinciales seguidores del culto tradicional romano. Así lo recoge también el autor antiguo Amiano Marcelino. Un indicio de que no eran cumplidos sería su retiración años después de haber sido promulgados.

## Política proarriana y antinicena
Desde el inicio de su reinado en 337 Constancio II llevó a cabo una política proarriana en la pars orientalis que le había correspondido tras la muerte de su padre Constantino I y que trasladó a la parte occidental cuando en 350 se convirtió  emperador único. A diferencia de su padre, partidario de evitar las discusiones teológicas, Constancio II estaba convencido de que se podía lograr una fórmula de fe común a todos los cristianos y por eso promovió los debates para alcanzarla, aunque él se sentía más cercano a la posición «moderada» defendida por la mayor parte del clero arriano (que reconocía a la vez la semejanza entre el Padre y el Dios Hijo y la superioridad del primero respecto del segundo) frente a la posición «radical» del clero que defendía la aplicación integral de lo acordado en el Concilio de Nicea que había afirmado que el Padre y el Hijo eran de la misma naturaleza —una posición, la de Constancio II, contraria a la que habían mantenido sus hermanos Constantino II y Constante en la parte occidental, donde el Credo niceno predominaba sin apenas oposición—. No obstante, ante amenaza de un «cisma» con las Iglesias de Occidente —los obispos orientales, en su mayoría arrianos, reunidos en el Concilio de Filipópolis llegaron a excomulgar al obispo de Roma Julio que pretendía extender su autoridad sobre ellos— y, sobre todo, ante el peligro de una confrontación abierta con su hermano Constante, Constancio II había permitido en 346 el regreso del obispo niceno Atanasio a su sede de Alejandría.
| Corrientes del arrianismo (siglo IV d. C.) | Corrientes del arrianismo (siglo IV d. C.) | Corrientes del arrianismo (siglo IV d. C.) | Corrientes del arrianismo (siglo IV d. C.)                                                                              | Corrientes del arrianismo (siglo IV d. C.)                                                                             | Corrientes del arrianismo (siglo IV d. C.) |
| Nombre                                     | Carácter                                   | Definición doctrinal | Principales representantes                                                                                              | |                                            |
| ------------------------------------------ | ------------------------------------------ | --- | --- | --- | ------------------------------------------ |
| Homoiousianos (u homeusianos)              | Moderados (semiarrianismo)                 | El Dios Hijo (el Logos) es de una substancia semejante (homoioúsios) al Padre                                                                                        | Basilio de Ancira, Jorge de Laodicea                                                                                    | Acercamiento a la posición de los nicenos que defienden que el Padre y el Hijo son de la misma substancia (homooúsios) |                                            |
| Homeos                                     | Moderados                                  | El Hijo es semejante (homoíos) al Padre, pero no en la substancia.                                                                                                   | Acacio de Cesarea, Ursacio de Singidunum, Valente de Mursa                                                              | Posición intermedia entre los homoiousianos y los anomeos (o heterousianos).                                           |                                            |
| Anomeos o Heterousianos                    | Radicales                                  | El Hijo, en cuanto a la esencia, es completamente desigual (anomoios) del Padre. (Subordinacionismo radical: el Hijo en posición de inferioridad respecto del Padre) | Aecio de Antioquía, Eunomio (eumoneísmo), Marcelo de Ancira, Foción de Sirmio. Eusebio de Nicomedia (Subordinacionismo) | Llevan a su extremo las tesis de Arrio                                                                                 |                                            |

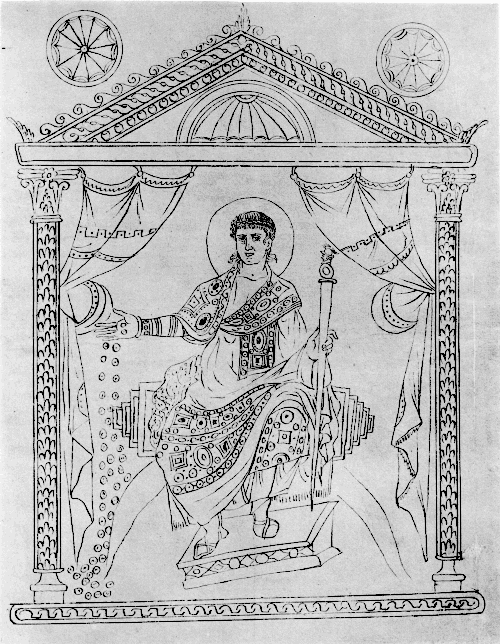
Retrato del emperador Constancio II aparecido en el llamado «calendario de 354». En él se muestra el ritual que rodeaba a la figura del emperador. «Constancio es representado como cónsul para el año 357. Está sentado sobre una plataforma, enmarcada por dos columnas rematadas por un tímpano. Dos cortinas abiertas recuerdan la ceremonia imperial. Está coronado con la diadema imperial, vestido con la trábea consular, una toga púrpura ornada con bandas. Con una mano distribuye las liberalidades, aquí de plata; con la otra sostiene el cetro de marfil del cónsul o el del emperador».

Tras derrotar al «usurpador» Magnencio en 353 Constancio permaneció en Occidente durante los tres años siguientes con el fin de conseguir la unidad religiosa, condición necesaria para asegurar la prosperidad del Imperio. Así, impuso la condena de las posiciones nicenas de Atanasio de Alejandría —que una revuelta en la ciudad, al parecer instigada por el propio emperador, le había obligado a abandonar su sede— en los concilios de Arlés (353) y de Milán (355), venciendo la resistencia de los obispos occidentales mayoritariamente nicenos —los más destacados fueron desterrados: Osio de Córdoba fue obligado a volver a Hispania, e Hilario de Poitiers tuvo que exiliarse a Frigia—.
Durante ese tiempo Constancio también tuvo que hacer frente a la división interna del arrianismo. En un primer concilio reunido en Sirmio en 357 se adoptaron las posiciones arrianas más estrictas —el Hijo, en cuanto a la substancia, es completamente desigual, anomoios, del Padre—, pero al año siguiente en un nuevo concilio reunido también en Sirmio se adoptó la fórmula de los homoiousianos —el Hijo es de una substancia semejante, homoioúsios, al Padre—, una posición más cercana a los de los nicenos —el Padre y el Hijo son de la misma substancia, homooúsios—, y de hecho Constancio consiguió bajo presiones que el obispo de Roma Liberio y Osio de Córdoba, dos prominentes nicenos, la reconocieran. Pero la querella interna arriana continuó y el 22 de mayo de 359 el propio emperador impuso un símbolo de fe, conocido como el «credo datado», en el que tan solo se afirmaba que el Hijo era semejante (homoíos) al Padre, sin mencionar la substancia como hacían los homoiousianos, y que era la posición que defendían los homeos. Como ni aun así consiguió la unidad, Constancio obligó bajo coacciones a los participantes en dos nuevos concilios, el de Rímini, que reunió a los obispos occidentales, que acordaron mantener el Credo de Nicea, y el de Seleucia, que reunió a los obispos orientales, que rechazaron el Credo de Nicea, a que firmaran el «símbolo datado». En 360 se reunió un concilio en Constantinopla que confirmó la posición homea con la expresión: el Hijo es «como el Padre bajo todos sus aspectos, como lo dicen las Santas Escrituras». Esta fórmula de fe se mantendría en Oriente hasta el reinado de Teodosio el Grande. Por su parte los obispos occidentales se reunieron al año siguiente en el concilio de París restableció la «ortodoxia nicea». En definitiva, como ha destacado Claire Sotinel, Constancio fracasó en su intento de unificar una Iglesia cuyo centro institucional fuera el emperador.

## Política religiosa antipagana
La política religiosa de Constancio también incluyó drásticas restricciones de los cultos romanos tradicionales. Prohibió el culto público a los dioses «paganos» y decretó el cierre de algunos de sus templos, así como la proscripción de las prácticas de magia y de adivinación, bajo penas severas. Se atribuye a Constancio II la máxima:[cita requerida]

Cesset superstitio; sacrificiorum aboleatur insania
Que cese la superstición; ha de abolirse la locura de los sacrificios

Según el historiador Luis Agustín García Moreno, los «ataques al paganismo de alguna manera iban dirigidos también contra la poderosa aristocracia pagana de Roma», como también la equiparación del Senado de Constantinopla con el de Roma —en contra de lo que decidió su padre Constantino I cuando lo instituyó: los miembros del Senado de Constantinopla recibieron el tratamiento de clarii y no el de clarissimi como los de Roma—. Sin embargo, durante una visita a Roma en la primavera de 357 se produjo un acercamiento entre el emperador y la elite de la ciudad, y Constancio II autorizó la emisión de los medallones conmemorativos, denominados contorniatos, y nombró nuevos sacerdotes de los cultos tradicionales en virtud de su cargo de Pontifex Maximus, título al que nunca renunció.
Lo cierto fue que salvo contadas excepciones, el culto pagano tradicional siguió existiendo, y muchos «paganos» hicieron carrera en la corte y en las instituciones estatales sin que su credo supusiera un problema. Constancio tampoco intentó nunca disolver los varios colegios del sacerdocio romano ni las vestales. Además, fue deificado por el Senado romano, después de morir. Sin embargo, algunos cristianos le animaban a llevar a cabo medidas extremas para acabar con el «paganismo».[cita requerida] Julio Fírmico Materno, un converso al cristianismo, escribiría en su De Errore Profanarum Religiorum:

El paganismo, muy santos emperadores, debe ser totalmente destruido y suplantado, y sancionado por los más severos edictos, con el fin de que la ilusión mortal de la presunción no continúe tiñendo al mundo romano. [...]
¡Cuán afortunados sois que Dios, cuyos agentes sois, ha reservado para vosotros la destrucción de la idolatría y la ruina de los templos profanos!

De hecho algunos grupos de cristianos realizaron destrozos y saqueos en templos «paganos», sobre todo en Oriente. Estos desmanes tomaron tal dimensión que obligaron a Constancio a emitir una ley que protegía los templos situados fuera de las murallas de las ciudades. Esta ley no debió tener el efecto deseado, puesto que Constancio tuvo que emitir otra que multaba a quienes los vandalizaran, y ponía bajo el cuidado de estos edificios y tumbas a los sacerdotes paganos.[cita requerida]
Como conclusión, Averil Cameron ha señalado que las medidas antipaganas fueron aprobadas a finales del año 353 y en el 354, después de acabar con el «intento de usurpación por parte de un simpatizante pagano, Magnencio», y que además incluyeron la retirada del altar de la Victoria de la sede del Senado en Roma (repuesto probablemente en el reinado de su sucesor Juliano). «Sin embargo, como sucede a menudo, leyes que parecían despiadadas podían tener poca efectividad en la práctica. La legislación despertaba temores y animosidades, pero no puso fin al paganismo... En el campo, por supuesto, los cultos paganos continuaron por doquier, aislados del cristianismo o junto a éste», ha advertido esta historiadora británica.